# BZIP домен
Основний Домен Лейцинової Застібки (домен bZIP, англ. Basic Leucine Zipper Domain) міститься в багатьох еукаріотичних білках, що зв'язують ДНК. Одна частина домену містить область, яка опосередковує властивості зв'язування ДНК, специфічні для послідовності, і лейцинову блискавку, яка необхідна для утримання (димеризації) двох ділянок зв'язування ДНК. Ділянка зв'язування ДНК містить ряд основних амінокислот, таких як аргінін і лізин. Білки, що містять цей домен, є факторами транскрипції.